# Politique arctique de l'Union européenne
La politique arctique de l'Union européenne est la politique développée par l'Union européenne à l'égard de la région arctique.

## Définition et enjeux de l'Arctique

### Définition

L'isotherme à 10 °C définissant la région arctique.

L'Arctique est la région entourant le pôle nord de la planète. Elle comprend trois espaces – l'Amérique du Nord, l'Europe et l'Asie – et, au sens du Conseil de l'Arctique, huit États : le Canada, les États-Unis, le Danemark, la Norvège, la Suède, la Finlande, l'Islande et la Russie. Cette dernière est considérée comme la superpuissance régionale. Trois des États membres du Conseil de l'Arctique sont aussi membres de l'Union européenne. De cette manière, l'Union européenne elle-même est géographiquement arctique.
L'Arctique étant un océan gelé, la région arctique possède plusieurs définitions. La limite communément donnée est le cercle arctique situé à 66° 33' 45" N. Cependant la région peut aussi être définie comme la limite de l'isotherme à 10 °C.

### Enjeux
Avec le réchauffement climatique, la région arctique a acquis un nouvel intérêt géostratégique. En effet, selon les modèles, les glaces du pôle pourraient avoir fondu en 2040 pour les prédictions les plus proches ou en 2100 pour les modèles les plus optimistes. Cela aurait un certain nombre de conséquences qui rendent nécessaire la participation de l'Union européenne aux nouveaux enjeux arctique.
Selon Jan Wouters, la première est que l'Arctique n'est pas soumis à un traité multilatéral qui créerait, à l'instar de l'Antarctique, une zone protégée. Il y a donc un vide légal.  La seconde raison d'une plus grande implication de l'Union est la préservation et l'amélioration de l'environnement ainsi que sa gestion durable.  Les questions de l'énergie et du transport sont aussi importantes puisque l'existence de routes maritimes via le pôle réduirait de près de 2 semaines la durée d'un voyage par rapport aux routes traditionnelles via le canal de Suez. Dans ce domaine, la Chine a déjà fait passer, en août 2013, un navire marchand via l'Arctique pour Rotterdam.

## Position de l'Union européenne

### Premières propositions
Dès 1997, Paavo Lipponen, alors Premier ministre de Finlande, initie la Dimension septentrionale, un programme qui couvre aussi bien la Scandinavie que les pays baltes et la Russie.
Cependant, l'idée d'une politique dédiée à la zone arctique est apparue en 2002 sous l'impulsion de la présidence danoise du Conseil de l'Union européenne qui a ajouté à la dimension septentrionale de l'Union, la notion de « fenêtre arctique ». Cependant, cette initiative fut largement ignorée.

### Relance en 2008
Le Parlement européen adopta en octobre 2008 – quelques mois après l'adoption de la déclaration d'Ilulissat par le Canada, le Danemark les États-Unis, la Norvège et la Russie – une résolution sur la gouvernance arctique. Dans celle-ci, le Parlement « suggère que la Commission soit prête à œuvrer en faveur de l'ouverture de négociations internationales visant à parvenir à l'adoption d'un traité international pour la protection de l'Arctique, s'inspirant du traité sur l'Antarctique, complété par le protocole de Madrid en 1991, mais respectant la différence fondamentale résidant dans le fait que l'Arctique est peuplé et dans les droits et les besoins des populations et des nations de la région arctique qui en découlent ». Le Parlement européen ne partage donc pas l'opinion de la déclaration d'Ilulissat de mai 2008 dans laquelle les cinq États présents lors de son adoption ont déclaré que le cadre formé par le Conseil de l'Arctique, la Convention des Nations unies sur le droit de la mer et les autres conventions applicables aux milieux marins constituait « une base solide pour la gestion responsable par les cinq États côtiers et les autres utilisateurs de l'Océan […]. [Ils] ne voient donc aucun besoin de développer un nouveau régime juridique international compréhensif pour gouverner l'océan Arctique ».
À l'inverse du Parlement, la Commission européenne a adopté une communication en novembre 2008, titrée « l'Union européenne et la région arctique », dans laquelle celle-ci indique qu'« il conviendrait de préconiser la mise en œuvre dans leur intégralité des obligations déjà existantes plutôt que de proposer de nouveaux instruments juridiques ». La Commission a donc adopté un point de vue similaire à celui de la déclaration d'Ilulissat.

### Repositionnement en 2010
Le 20 janvier 2011, le Parlement européen a adopté une résolution dans laquelle il semble avoir changé d'avis par rapport à 2008. Il y reconnait en effet l'utilité des institutions de gouvernance existantes et propose un renforcement du Conseil de l'Arctique.

### «Politique arctique intégrée de l'Union européenne» (2016)
Le 21 avril 2016, la Commission annonce, conjointement avec la Haute Représentante de l'Union pour les affaires étrangères et la politique de sécurité, qu'une « politique arctique intégrée de l'Union européenne » sera dévoilée le 27 avril 2016.

## Sources

## Compléments